# جون رينولدز (فيزيائي)
جون رينولدز (بالإنجليزية: John Reynolds)‏ هو فيزيائي أمريكي، ولد في 3 أبريل 1923 في كامبريدج في الولايات المتحدة، وتوفي في 4 نوفمبر 2000 في بيركيلي في الولايات المتحدة.